# Agglomeratie Guadalajara

Agglomeratie Guadalajara

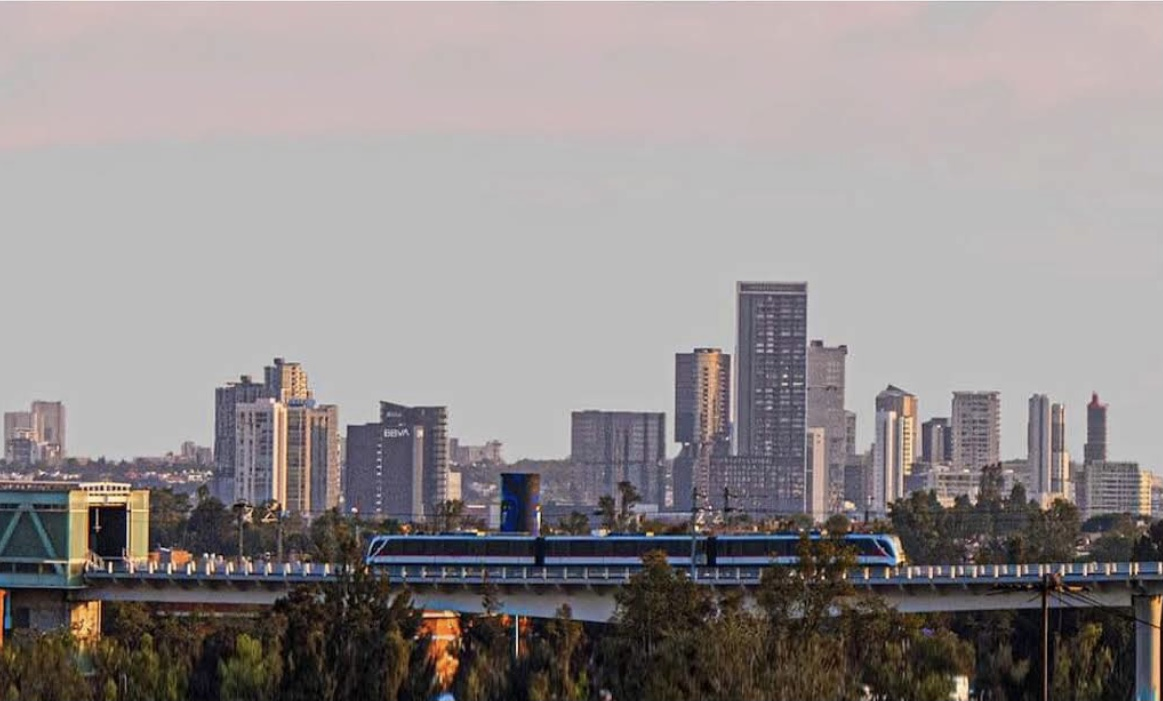
Agglomeratie Guadalajara

De agglomeratie Guadalajara (Spaans: Zona metropolitana de Guadalajara) bevindt zich in Jalisco, in het westen van Mexico. De agglomeratie heeft 5.950.000 inwoners en is daarmee de op twee na grootste agglomeratie van Mexico. De agglomeratie is geen bestuurlijk niveau; haar functie is gericht op statistische doeleinden en overheidsplanning.
De agglomeratie bestaat uit de gemeentes Guadalajara, Tlaquepaque, Tonalá, Zapopan, El Salto en Juanacatlán. Ook Tlajomulco de Zúñiga wordt vaak tot de agglomeratie gerekend, maar officieel maakt het er geen deel van uit.
El Salto · Guadalajara · Juanacatlán · Tlaquepaque · Tonalá · Zapopan